# ジョン・フォスター (初代オリオル男爵)

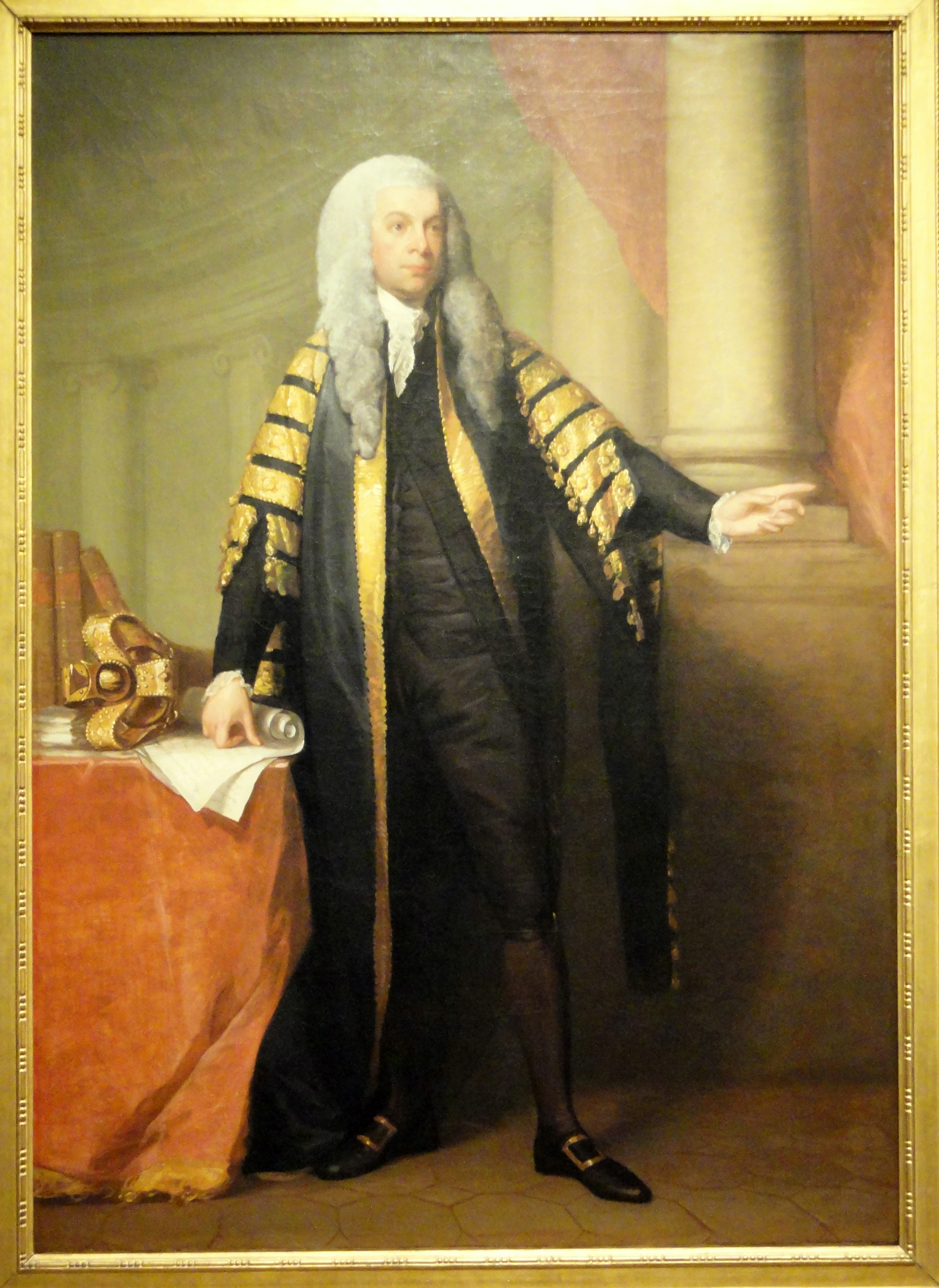
ギルバート・ステュアートによる肖像画、1790年/1791年作。

初代オリオル男爵ジョン・フォスター（英語: John Foster, 1st Baron Oriel PC PC (Ire) FRS、1740年9月28日洗礼 – 1828年8月23日）は、アイルランド王国出身の政治家、貴族。アイルランド財務大臣（在任：1784年 – 1785年、1804年 – 1806年）、アイルランド庶民院議長（在任：1785年 – 1800年）を歴任した。

## 生涯
アイルランドの裁判官アンソニー・フォスターと1人目の妻エリザベス・バーグ（Elizabeth Burgh）の息子として生まれ、1740年9月28日に洗礼を受けた。1757年にダブリン大学トリニティ・カレッジに入学、1759年にミドル・テンプルに入学した後、1766年にアイルランドにおける弁護士資格免許を取得した。同年にイングランドにおける弁護士資格免許を取得したとする文献もあるが、イングランドの弁護士資格免許は取得していないとする文献も存在する。
1761年、ダンリーア選挙区で初当選してアイルランド庶民院議員になった。1769年にダンリーアのほかナヴァン選挙区とラウス選挙区でも当選し、ラウス選挙区の代表として議員を務めることを選択した。以降叙爵まで一貫してラウス選挙区の議員を務め、1801年にアイルランド王国とグレートブリテン王国が合同して連合王国が成立した後も同選挙区で当選し続けた。議会では主に財政と通商関連の討議で活躍し、アイルランド総督の第2代ノーティントン伯爵ロバート・ヘンリーも退任間際の1784年2月に初代シドニー男爵トマス・タウンゼンド宛ての手紙でフォスターをアイルランド財務大臣に推薦した。直後にアイルランド財務大臣ウィリアム・ジェラード・ハミルトンが辞任すると、フォスターは同年4月23日にその後任に任命された。また、1779年7月9日にはアイルランド枢密院の枢密顧問官に任命されている。
アイルランド財務大臣の在任中に穀物法（穀物の輸出を奨励し、輸入関税をかけた法律）が可決された。。しかし、1785年9月5日に全会一致でアイルランド庶民院議長に選出されたため財務大臣を退任、1786年9月6日にはグレートブリテン枢密院の枢密顧問官に任命された。その後、1793年2月にカトリック解放法案に反対した。
政治における功労が認められた結果、妻マーガレッタは1790年6月5日にアイルランド貴族であるラウス県におけるコロンのオリオル女男爵に叙され、1797年11月22日にラウス県におけるフェラード女子爵に認められた（いずれもマーガレッタの男系男子に継承権が認められる爵位）。フォスター自身ではなく妻を叙爵した理由はフォスターがアイルランド庶民院議長に留任できるようにするためである。
イングランド政府の施策を一貫して支持し、1798年にはラウス首席治安判事とラウス総督に任命されたが、合同法には熱烈に反対した。結局合同法は1800年6月7日にアイルランド庶民院で可決されたが、連合王国が成立した後もラウス選挙区で当選し、アイルランド庶民院議員から連合王国庶民院議員に移行した。翌年、ラウス首席治安判事から退任（ラウス総督については死去まで在任）、連合王国議会には1802年2月3日になってようやく初登院した。合同法への反対にあたって小ピットと敵対したが、合同後はもう済んだこととして政府との和解を望み、1804年7月には小ピットからアイルランド財務大臣への任命を受けた。総人材内閣の成立に伴い退任するが、翌年に再びアイルランド財務大臣に任命された。1811年に退任した後、庶民院の弁論にほとんど参加しなくなった。例えば、1812年は全く会議に出席せず、以降も1818年までは1814年春に数度出席しただけだった。
1806年2月20日、王立協会フェローに選出された。
1812年9月に首相リヴァプール伯爵に叙爵を申請し、一度は失敗に終わったが、1820年イギリス総選挙の後に初代カムデン侯爵ジョン・プラットの「あなたは以前、摂政王太子に（叙爵の）望みを一度述べたのではないか。今や摂政王太子は国王に即位しているので、もう一度求めることが自然である」との勧めを受けて再び申請し、カムデン侯爵とカースルレー子爵ロバート・ステュアートの尽力もあり今度は成功した。そして、1821年7月17日、ジョージ4世の戴冠式記念叙勲において、フォスターは連合王国貴族であるラウス県におけるフェラードのオリオル男爵に叙された。ラウス選挙区の補欠選挙には息子トマス・ヘンリーが当選した。
1828年8月16日にラウス県コロンで死去、息子トマス・ヘンリーが爵位を継承した。

## 家族
1764年12月14日、マーガレット・バーグ（1737年頃 – 1824年、トマス・バーグの娘）と結婚、2男1女をもうけた。
- ジョン（英語版）（1770年 – 1792年） - アイルランド庶民院議員
- トマス・ヘンリー（英語版）（1772年 – 1843年） - 第2代フェラード子爵、第2代オリオル男爵
- アン・ドロシア（Anne Dorothea、1773年頃 – 1865年3月28日） - 1801年11月15日、第2代ダッファリン＝クレインボイ男爵ジェームズ・スティーブンソン・ブラックウッド（英語版）と結婚[7]